# Диань, Мбайе (футболист)
Мбайе́ Диа́нь (фр. Mbaye Diagne; род. 28 октября 1991, Пикине, Дакар) — сенегальский футболист, нападающий саудовского клуба «Аль-Кадисия» и сборной Сенегала.

## Карьера
Родившись в Сенегале, Диань начинал карьеру в Италии — в клубах «Брандиццо» и «Бра» из низших дивизионов.
Летом 2013 года Диань подписал контракт с «Ювентусом», но за клуб он так ни разу и не сыграл, проездив два года по арендам. Сначала Мбайе был отдан в аренду во французский «Аяччо», однако за полгода не провёл ни одного официального матча и в январе 2014 года отправился в аренду в бельгийский Льерс, где в 11 матчах он забил семь мячей.
Летом 2014 года Диань был отдан в аренду клубу «Аль-Шабаб» из Эр-Рияда. 7 августа он дебютировал за команду в Суперкубке Саудовской Аравии, который «Аль-Шабаб» выиграл, несмотря на промах Мбайе в серии послематчевых пенальти. В январе Диань покинул Саудовскую Аравию и отправился в аренду в бельгийский «Вестерло».
6 февраля 2016 года Диань ушёл из «Ювентуса» и подписал двухлетний контракт с китайским клубом «Тяньцзинь Тэда».
В январе 2018 года Диань перешёл в турецкий клуб «Касымпаша», подписав контракт на полтора года.
31 января 2019 года Диань подписал контракт с «Галатасараем» до лета 2023 года. 2 сентября 2019 года он был арендован до конца сезона 2019/20 бельгийским клубом «Брюгге», который заплатил 3,35 миллиона евро за аренду и получил право выкупа нападающего за 13 миллионов евро. 30 января 2020 года Диань на правах аренды перешёл в клуб АПЛ «Вест Бромвич Альбион».
18 июля 2022 года Диань расторг контракт с «Галатасараем» и перешёл в «Фатих Карагюмрюк». В сезоне 2022/23 он забил 23 мяча в 33 матчах чемпионата Турции и занял второе место в списке лучших бомбардиров.
Летом 2023 года Диань подписал контракт с саудовским клубом «Аль-Кадисия».